# Кёртис, Джейми Ли
Джейми Ли Кёртис (англ. Jamie Lee Curtis; род. 22 ноября 1958, Санта-Моника, Лос-Анджелес, Калифорния, США) — американская актриса и писательница. Дочь актёров Джанет Ли и Тони Кёртиса. Стала известной на ранних этапах своей актёрской карьеры, получив титул «королева крика» из-за ролей в ряде знаменитых фильмов ужасов, таких как: «Хэллоуин» (1978), «Поезд страха» (1980), «Туман» (1980), «Выпускной» (1980), «Хэллоуин 2» (1981) и др.
Другие наиболее известные фильмы и телесериалы с её участием: «Поменяться местами» (1983), «Рыбка по имени Ванда» (1988), «Только любовь» (1989—1992), «Правдивая ложь» (1994), «Хроники из жизни Хайди» (1995), «Дар Николаса» (1998), «Чумовая пятница» (2003), «Королевы крика» (2015—2016), «Достать ножи» (2019) и «Всё везде и сразу» (2022), за который она получила премию «Оскар» за лучшую женскую роль второго плана.
Среди других наград Кёртис — премия BAFTA (1984), две премии «Золотой глобус» (1990, 1995), две премии Гильдии киноактёров Америки (2023), премия «Эмми» (2024), а также номинация на премию «Грэмми».

## Биография
Родилась 22 ноября 1958 года в Санта-Монике, западный округ Лос-Анджелеса, штат Калифорния, США, в семье актёров Тони Кёртиса и Джанет Ли. У неё есть старшая сестра Келли Кёртис, которая тоже является актрисой. Дедушка и бабушка по отцовской линии были еврейскими иммигрантами из Венгрии, а прабабушка и прадедушка с материнской стороны были датчане. Также у актрисы есть единокровные братья и сёстры от других браков её отца — Аллегра (тоже актриса), Александра, Бенджами и Николас (умер от передозировки наркотиков в 1994 году). По причине того, что день её рождения часто приходится на День благодарения, то в детстве Джейми редко могла праздновать его с друзьями, и поэтому её мать в таких случаях устраивала празднество на месяц раньше, в день Хеллоуина.
Родители развелись в 1962 году, после развода Джейми и Келли остались с матерью. С отцом Джейми после этого виделась крайне редко. Вскоре Джанет вышла замуж за Роберта Брандта. В 1976 году, после окончания средней школы в Беверли-Хиллз и колледжа в Коннектикуте, она поступила в Тихоокеанский университет в Стоктоне на отделение социальной работы, но после первого же семестра предпочла учёбе актёрскую карьеру.

## Карьера
Кинодебют Джейми Ли Кёртис — эпизодическая роль в телесериале «Коломбо» в 1977 году. Вскоре она снялась в культовом фильме ужасов Джона Карпентера «Хэллоуин» (1978), где исполнила роль Лори Строуд — сестры Майкла Майерса. Картина имела большой успех и была признана самой кассовой лентой среди независимых фильмов своего времени. Следующей работой Кёртис стала роль Элизабет Солли в очередном фильме ужасов Джона Карпентера «Туман», вышедшем на экраны в 1980 году. 

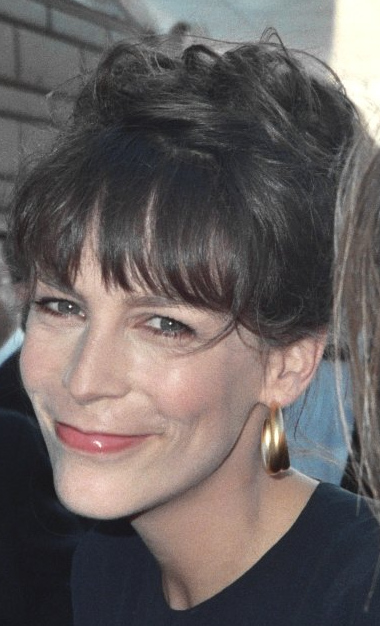
Джейми Ли Кёртис на 46-й церемонии вручения премии «Золотой глобус» в 1989 году.

 В том же году вышли ещё два малобюджетных фильма ужасов с участием Кёртис «Выпускной» и «Поезд страха». Обе картины имели отрицательные отзывы критиков и низкие кассовые сборы, а сама актриса сыграла в них однотипные роли — девушку, друзей которой по ходу действия убивает маньяк, и лишь ей одной суждено в финале выжить.
Подобные роли в фильмах ужасов вскоре принесли актрисе титул «королева крика», что в дальнейшем подтвердилось аналогичными ролями в фильмах «Хеллоуин 2» и «Дорожные игры», вышедшими на экраны в 1981 году. Кинокритик Роджер Эберт, который дал негативные отзывы ряду подобных фильмов, в то время написал, что фильмы ужасов перенасыщены присутствием в них Джейми Ли Кёртис, подобно как Борис Карлофф не выходил из этого жанра в 1930-х годах.
В 1983 году роль Офелии в комедии «Поменяться местами» помогла актрисе сменить амплуа. В 1988 году на экраны вышла криминальная комедия «Рыбка по имени Ванда», где Кёртис в полной мере раскрыла свой комедийный талант в роли очаровательной аферистки Ванды Гершвиц. В 1994 году актриса стала лауреатом премии «Золотой глобус» за роль Хелен Таскер в комедийном экшене Джеймса Кэмерона «Правдивая ложь».
В 1998 году Кёртис вновь сыграла роль Лори Строуд в фильме «Хэллоуин: 20 лет спустя», седьмой части данного фильма. Как и в первых двух фильмах, её героине удалось выжить после резни Майкла Майерса. Вышедший в 2002 году на экраны фильм «Хэллоуин: Воскрешение», также с участием Джейми Ли Кёртис, завершил многолетнюю борьбу Лори Строуд и её брата-маньяка.
Следующей успешной работой актрисы стала роль Тесс Коулман в молодёжной комедии «Чумовая пятница» (2003) с Линдси Лохан в главной роли, за которую Кёртис была номинирована на премию «Золотой глобус». В 2015—2016 годах актриса снималась в роли Кэти Манч в телесериале канала Fox «Королевы крика». За эту работу она была номинирована на премию «Золотой глобус» в категории «Лучшая женская роль в телевизионном сериале — комедия или мюзикл» в 2016 году. В 2019 году вышел фильм «Достать ножи», в котором Кёртис сыграла одну из главных ролей. В 2020 году она снялась в слэшере «Хэллоуин убивает», 12-м фильме в одноимённой франшизе и прямом продолжении ленты 2018 года.
В марте 2022 года на фестивале South by Southwest впервые показали фантастическую экшн-комедию «Всё везде и сразу» с Джейми ли Кертис в одной из главных ролей. Картина повествует о женщине, которая обнаруживает, что существует множество других версий нашей реальности. В российский прокат фильм вышел 7 апреля.

## Другие виды деятельности

### Изобретения
В 1987 году Джейми Ли Кёртис подала заявку на приобретение патента, который впоследствии был издан в качестве патентного порядка № 4 753 647. Она модифицировала подгузник с влагостойким карманом, содержащим салфетки, которые могут быть использованы с одной стороны. Кёртис отказалась от продажи патента компании по производству биоразлагаемых подгузников. Установленный законом полный срок этого патента истёк 20 февраля 2007 года, и теперь он находится в общественном достоянии.

### Блоги
Джейми Ли Кёртис ведёт блог для интернет-газеты «The Huffington Post». На своём сайте она рассказывает своим юным читателям, что подрабатывает фотографом и организатором.

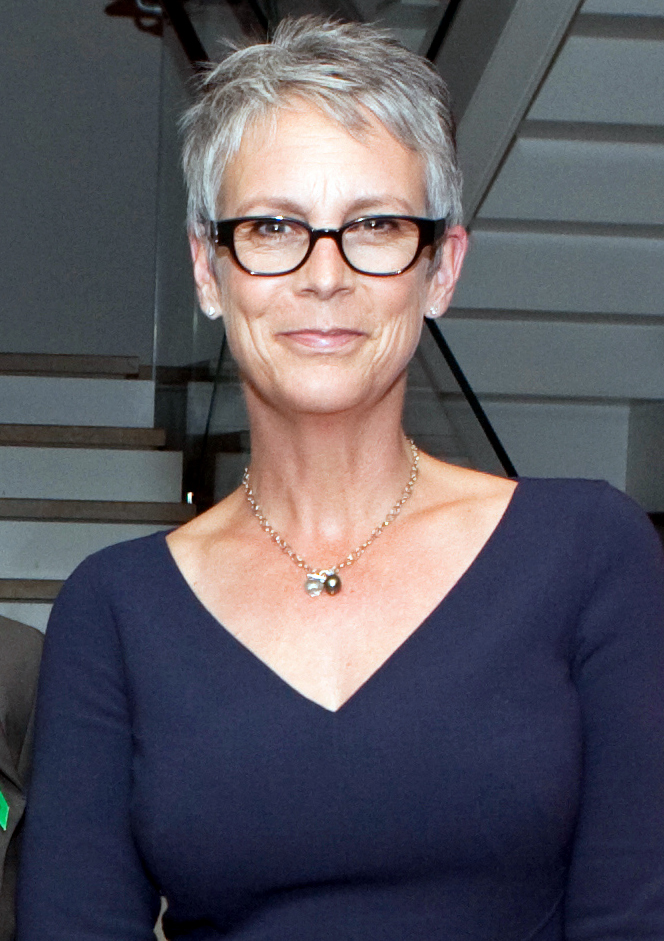
Джейми Ли Кёртис в 2011 году.

### Политика
В марте 2012 года Кёртис выступала вместе с Мартином Шином и Брэдом Питтом на поэтапной реконструкции федерального суда, который отменил в Калифорнии запрет на однополые браки. Мероприятие состоялось в театре «Wilshire Ebell» и транслировалось на YouTube, чтобы собрать деньги для «Американского фонда за равные права».
В июне 2016 года компания «Human Rights» опубликовала видеоролик в честь жертв массового убийства в Орландо, в котором Кёртис и другие рассказали истории людей, погибших там. Джейми Ли Кёртис считает себя демократом, на выборах президента США в 2016-м году она выступала от имени кандидата от демократов Хиллари Клинтон.
Кёртис заявила о своей поддержке Марианны Уильямсон на президентских выборах 2024 года.

### Благотворительность
Джейми Ли Кёртис является ярым сторонником помощи детским больницам. В настоящее время она оказывает информационную поддержку детской больнице Лос-Анджелеса, а в 2011 году она поддержала открытие нового стационарного отделения для этой больницы.
Она также была почётным гостем на 11-м ежегодном гала-приёме в 2003 году для «Women in Recovery» в Венеции. Это некоммерческая организация, предлагающая программу 12-ти шагов реабилитации для нуждающихся женщин. Прошлые почётные гости этой организации включают в себя Энтони Хопкинса и Анджелу Лэнсбери. Кёртис также участвует в программах помощи детям, которые были заражены спидом, выступая на конференциях для организации «Dream Halloween» в Лос-Анджелесе, каждый год в октябре.

## Личная жизнь
Джейми Ли Кёртис замужем за актёром и композитором Кристофером Хейден-Гестом, 5-м бароном Хейден-Гестом, с 18 декабря 1984 года. Её подруга Дебора Хилл призналась:

Джейми сразу влюбилась, когда увидела его фото из фильма «Это Spinal Tap» в «Rolling Stone». «Ой, я выйду замуж за того парня», — говорила она, и на самом деле вышла за него замуж через пять месяцев.
У пары двое приёмных дочерей: Энни Гест (род. в 1986 году) и Руби Гест (род. в 1996 году). Кёртис приходится крёстной матерью актёру Джейку Джилленхолу. Джейми Ли Кёртис — близкая подруга актрисы Сигурни Уивер. В интервью 2015 года она призналась, что никогда не смотрела серию фильмов «Чужой» полностью, потому что была слишком напугана. У Кёртис были проблемы с алкоголем и болеутоляющими, которые она начала принимать после обычной косметической и хирургической процедуры. Она избавилась от зависимости в 1999 году и утверждает, что восстановление является величайшим достижением в её жизни.
Кёртис является поклонницей «Вселенной Warcraft», в связи с этим она посетила Comic-Con на BlizzCon.

## Фильмография
| Год       |     | Русское название                              | Оригинальное название                                      | Роль                                          |
| --------- | --- | --------------------------------------------- | ---------------------------------------------------------- | --------------------------------------------- |
| 1977      | с   | Коломбо                                       | Columbo                                                    | официантка                                    |
| 1977      | с   | Ангелы Чарли                                  | Charlie's Angels                                           | Линда Фрай                                    |
| 1977      | с   | Мэдэксперт Куинси                             | Quincy M.E.                                                | девушка в раздевалке                          |
| 1977      | с   | Лодка любви                                   | The Love Boat                                              | Линда                                         |
| 1977—1979 | с   | Братья Харди и Нэнси Дрю                      | The Hardy Boys/Nancy Drew Mysteries                        | Мэри                                          |
| 1978      | ф   | Хэллоуин                                      | Halloween                                                  | Лори Строуд                                   |
| 1979      | с   | Бак Роджерс в двадцать пятом столетии         | Buck Rogers in the 25th Century                            | Джен Бертон                                   |
| 1980      | ф   | Поезд страха                                  | Terror Train                                               | Алана «Алейна» Максвелл                       |
| 1980      | ф   | Туман                                         | The Fog                                                    | Элизабет Сол                                  |
| 1980      | ф   | Выпускной                                     | Prom Night                                                 | Ким Хаммонд                                   |
| 1981      | тф  | Армейская история                             | She's in the Army Now                                      | Рита Дженнингс                                |
| 1981      | ф   | Дорожные игры                                 | Roadgames                                                  | девушка                                       |
| 1981      | ф   | Хэллоуин 2                                    | Halloween 2                                                | Лори Строуд                                   |
| 1981      | тф  | История Дороти Страттен                       | Death of a Centerfold: The Dorothy Stratten Story          | Дороти Страттен                               |
| 1982      | тф  | Деньги на стороне                             | Money on the Side                                          | Мишель Джеймисон                              |
| 1982      | ф   | Хэллоуин 3: Время ведьм                       | Halloween III: Season of the Witch                         | диктор / оператор телефонной связи            |
| 1982      | тф  | Кэллахэн                                      | Callahan                                                   | Рейчел Бартлетт                               |
| 1983      | ф   | Поменяться местами                            | Trading Places                                             | Офелия                                        |
| 1984      | ф   | Любовные письма                               | Love Letters                                               | Анна Винтер                                   |
| 1984      | ф   | Грэндвью, США                                 | Grandview, U.S.A.                                          | Мишель «Майки» Коди                           |
| 1984      | ф   | Приключения Бакару Банзая в восьмом измерении | The Adventures of Backaroo Banzai Across the 8th Dimension | Сандра                                        |
| 1985      | ф   | Идеально                                      | Perfect                                                    | Джесси                                        |
| 1985      | с   | Рассказы и легенды долины                     | Tall Tales & Legends                                       | Энни Оукли                                    |
| 1986      | тф  | На склоне лет                                 | As Summers Die                                             | Уитни Лофтин                                  |
| 1986      | кор | Добро пожаловать домой                        | Welcome Home                                               | девушка                                       |
| 1987      | ф   | Влюблённый мужчина                            | Un homme amoureux                                          | Сьюзан Эллиотт                                |
| 1987      | ф   | Удивительная Грейс и Чак                      | Amazing Grace and Chuck                                    | Линн Тейлор                                   |
| 1988      | ф   | Доминик и Юджин                               | Dominick and Eugene                                        | Дженнифер Рестон                              |
| 1988      | ф   | Рыбка по имени Ванда                          | A Fish Called Wanda                                        | Ванда Гершвиц                                 |
| 1989—1992 | с   | Только любовь                                 | Anything But Love                                          | Ханна Миллер                                  |
| 1990      | ф   | Голубая сталь                                 | Blue Steel                                                 | Меган Тёрнер                                  |
| 1990      | ф   | Бруклинская рокировка                         | Queens Logic                                               | Грейс                                         |
| 1991      | ф   | Моя девочка                                   | My Girl                                                    | Шелли Девото                                  |
| 1992      | ф   | Вечно молодой                                 | Forever Young                                              | Клэр Купер                                    |
| 1993      | ф   | Мать своих детей                              | Mother's Boys                                              | Джудит «Джуди» Мэдиган                        |
| 1994      | ф   | Моя дочь 2                                    | My Girl 2                                                  | Шелли Девото Сальтенфасс                      |
| 1994      | ф   | Вперёд в прошлое                              | My Girl 2                                                  | Шелли Девото                                  |
| 1994      | ф   | Правдивая ложь                                | True Lies                                                  | Хелен Таскер                                  |
| 1995      | тф  | Хроники из жизни Хайди                        | The Heidi Chronicles                                       | Хайди Холанд                                  |
| 1996      | ф   | Домашний арест                                | House Arrest                                               | Джанет Бейндорф                               |
| 1997      | ф   | Свирепые создания                             | Fierce Creatures                                           | Вилла Вестон                                  |
| 1998      | ф   | Доморощенный                                  | Homegrown                                                  | Сьерра Кахан                                  |
| 1998      | тф  | Дар Николаса                                  | Nicholas' Gift                                             | Мэгги Грин                                    |
| 1998      | ф   | Хэллоуин: 20 лет спустя                       | Halloween: 20 Years Later                                  | Лори Строуд                                   |
| 1999      | ф   | Вирус                                         | Virus                                                      | Кейт Фостер                                   |
| 1999      | ф   | Утопим Мону!                                  | Drowning Mona                                              | Рона Мейк                                     |
| 2001      | ф   | Портной из Панамы                             | The Tailor of Panama                                       | Луиза Пендель                                 |
| 2001      | ф   | Папаша и другие                               | Daddy and Them                                             | Элейн Боуэн                                   |
| 2001      | мф  | Оленёнок Рудольф: Остров потерянных игрушек   | Rudolph the Red-Nosed Reindeer & the Island of Misfit Toys | королева Камила                               |
| 2002      | ф   | Хэллоуин: Воскрешение                         | Halloween: Resurrection                                    | Лори Строуд                                   |
| 2003      | ф   | Чумовая пятница                               | Freaky Friday                                              | Тесс Коулман                                  |
| 2003      | с   | Морская полиция: Спецотдел                    | NCIS: Naval Criminal Investigative Service                 | доктор Саманта Райан                          |
| 2004      | ф   | Рождество с неудачниками                      | Christmas with the Kranks                                  | Нора Кранк                                    |
| 2005      | ф   | Танцевальная вечеринка Молли и Рони           | Molly & Roni's Dance Party                                 | танцовщица                                    |
| 2008      | ф   | Крошка из Беверли-Хиллз                       | Beverly Hills Chihuahua                                    | тётя Вив                                      |
| 2010      | ф   | Снова ты                                      | You Again                                                  | Гэйл                                          |
| 2011      | мф  | Приключения маленького паровозика             | The Little Engine That Could                               | Бев                                           |
| 2011      | мф  | Со склонов Кокурико                           | Kokuriko-zaka kara                                         | Реко Мацусаке                                 |
| 2011      | с   | Новенькая                                     | New Girl                                                   | Джоан Дэй                                     |
| 2014      | ф   | Вероника Марс                                 | Veronica Mars                                              | Гэйл Бакли                                    |
| 2014      | тф  | Просто человек                                | Only Human                                                 | Эвелин Лэнг                                   |
| 2015      | ф   | Жизнь робота                                  | Spare Parts                                                | мисс Карен Лоури                              |
| 2015—2016 | с   | Королевы крика                                | Scream Queens                                              | Кэти Манч                                     |
| 2018      | ф   | Хэллоуин                                      | Halloween                                                  | Лори Строуд                                   |
| 2019      | ф   | Достать ножи                                  | Knives Out                                                 | Линда Драйсдэйл                               |
| 2021      | ф   | Хэллоуин убивает                              | Halloween Kills                                            | Лори Строуд                                   |
| 2022      | ф   | Всё везде и сразу                             | Everything Everywhere All at Once                          | Дейдра Боубейрдра, инспектор налоговой службы |
| 2022      | ф   | Хэллоуин заканчивается                        | Halloween Ends                                             | Лори Строуд                                   |
| 2023      | ф   | Особняк с привидениями                        | Haunted Mansion                                            | мадам Леот                                    |
| 2023—2024 | с   | Медведь                                       | The Bear                                                   | Донна Берзатто                                |
| 2024      | ф   | Бордерлендс                                   | Borderlands                                                | Патриция Таннис                               |
| 2024      | ф   | Шоугёрл                                       | The Last Showgirl                                          | Аннетт                                        |
| 2025      | ф   | Чумовая пятница 2                             | Freakier Friday                                            | Тесс Коулман                                  |
| 2025      | ф   | Элла Маккей                                   | Ella McCay                                                 | Хелен Маккей                                  |
|           | с   | Скарпетта                                     | Scarpetta                                                  | Дороти                                        |

## Награды и номинации
Полный список наград и номинаций на сайте IMDb.
| Награда                        | Категория                                              | Год  | Работа                                | Результат |
| ------------------------------ | ------------------------------------------------------ | ---- | ------------------------------------- | --------- |
| «Оскар»                        | Лучшая женская роль второго плана                      | 2023 | «Всё везде и сразу»                   | Награда   |
| «Золотой глобус»               | Лучшая женская роль — комедия или мюзикл               | 1989 | «Рыбка по имени Ванда»                | Номинация |
| «Золотой глобус»               | Лучшая женская роль в телесериале — комедия или мюзикл | 1990 | «Только любовь»                       | Награда   |
| «Золотой глобус»               | Лучшая женская роль в телесериале — комедия или мюзикл | 1992 | «Только любовь»                       | Номинация |
| «Золотой глобус»               | Лучшая женская роль — комедия или мюзикл               | 1995 | «Правдивая ложь»                      | Награда   |
| «Золотой глобус»               | Лучшая женская роль — мини-сериал или телефильм        | 1996 | «Хроники из жизни Хайди»              | Номинация |
| «Золотой глобус»               | Лучшая женская роль — комедия или мюзикл               | 2004 | «Чумовая пятница»                     | Номинация |
| «Золотой глобус»               | Лучшая женская роль в телесериале — комедия или мюзикл | 2016 | «Королевы крика»                      | Номинация |
| «Золотой глобус»               | Лучшая женская роль второго плана                      | 2023 | «Всё везде и сразу»                   | Номинация |
| BAFTA                          | Лучшая женская роль второго плана                      | 1984 | «Поменяться местами»                  | Награда   |
| BAFTA                          | Лучшая женская роль                                    | 1989 | «Рыбка по имени Ванда»                | Номинация |
| BAFTA                          | Лучшая женская роль второго плана                      | 2023 | «Всё везде и сразу»                   | Номинация |
| Премия «Грэмми»                | Лучший разговорный альбом для детей                    | 2003 | The Jamie Lee Curtis Audio Collection | Номинация |
| Прайм-таймовая премия «Эмми»   | Лучшая женская роль в мини-сериале или телефильме      | 1998 | «Дар Николаса»                        | Номинация |
| Премия Гильдии киноактёров США | Лучшая женская роль второго плана                      | 1995 | «Правдивая ложь»                      | Номинация |
| Премия Гильдии киноактёров США | Лучшая женская роль второго плана                      | 2023 | «Всё везде и сразу»                   | Награда   |
| Премия Гильдии киноактёров США | Лучший актёрский состав                                | 2023 | «Всё везде и сразу»                   | Награда   |
| Премия «Независимый дух»       | Лучшая роль второго плана                              | 2023 | «Всё везде и сразу»                   | Номинация |
| «Сатурн»                       | Лучшая женская роль                                    | 1981 | «Поезд страха»                        | Номинация |
| «Сатурн»                       | Лучшая женская роль                                    | 1995 | «Правдивая ложь»                      | Награда   |
| «Сатурн»                       | Лучшая женская роль                                    | 1999 | «Хэллоуин: 20 лет спустя»             | Номинация |
| «Сатурн»                       | Лучшая женская роль                                    | 2004 | «Чумовая пятница»                     | Номинация |
| «Сатурн»                       | Лучшая женская роль                                    | 2019 | «Хэллоуин» (2018)                     | Награда   |
| «Сатурн»                       | Лучшая женская роль второго плана                      | 2021 | «Достать ножи»                        | Номинация |